# Martin Gabel
Martin Gabel (19 de junio de 1912 – 22 de mayo de 1986) fue un actor, director y productor cinematográfico de nacionalidad estadounidense.

## Biografía
Nacido en Filadelfia, Pensilvania, sus padres eran Ruth Herzog e Israel Gabel, un joyero. Se casó con Arlene Francis el 14 de mayo de 1946, teniendo el matrimonio un hijo, Peter Gabel, en su momento presidente del New College of California.
El trabajo más notable de Gabel fue el de narrador y presentador de la transmisión llevada a cabo el 8 de mayo de 1945 por la CBS del poema dramático de Norman Corwin On a Note of Triumph, una celebración de la caída del régimen Nazi en Alemania y del fin de la Segunda Guerra Mundial en Europa. La emisión fue tan popular que las cadenas CBS, NBC, American Broadcasting Company y Mutual Broadcasting System hicieron una segunda emisión en vivo del programa el 13 de mayo. El sello Columbia Masterworks posteriormente publicó un álbum sobre dicha producción.
Gabel ganó en 1961 el Premio Tony al mejor actor dramático por su trabajo en Big Fish, Little Fish. También destacó por otras actuaciones en el circuito de Broadway como el musical Baker Street (en el papel de James Moriarty), The Rivalry (como Stephen A. Douglas), y varias producciones representadas en el Teatro Mercury Theatre bajo dirección de Orson Welles.
Gabel rodó algunas películas a lo largo de su carrera, usualmente interpretando pequeños papeles. Un destacado papel fue el del jefe criminal Tomas Rienzi en el film de Richard Brooks Deadline - U.S.A. (1952), protagonizado por Humphrey Bogart. Gabel interpretó a otro gánster en el film detectivesco de Frank Sinatra, Lady in Cement, trabajando de nuevo con Sinatra en Contract on Cherry Street y El primer pecado mortal. También encarnó a un psiquiatra en la película de Billy Wilder Primera plana, protagonizada por Walter Matthau y Jack Lemmon.
Además, fue con frecuencia panelista invitado del popular concurso de la CBS What's My Line?, en el cual su esposa, Arlene Francis, actuaba regularmente. 
Martin Gabel falleció en 1986 en Nueva York a causa de un infarto agudo de miocardio. Fue enterrado en el Cementerio Roosevelt Memorial Park del Condado de Bucks, en Pensilvania.

## Filmografía
- The First Deadly Sin (1980) ... como Christopher Langley
- Contract on Cherry Street (1977) ... como Baruch 'Bob' Waldman, jefe criminal
- Primera plana (1974) ... como Dr. Max J. Eggelhofer
- Smile, Jenny, You're Dead (1974) ... como Meade De Ruyter
- Harvey (1972) ... como Juez Omar Gaffney
- El día de los tramposos (1970) .... como LeGoff
- Lady in Cement (La mujer de cemento) (1968) ... como Al Munger
- Divorce American Style (El novio de mi mujer) (1967) ... como Dr. Zenwinn
- Lord Love a Duck (1966) (sin créditos) ... como T. Harrison Belmont
- Goodbye Charlie (1964) ... como Morton Craft
- Marnie (1964) ... como Sidney Strutt
- The Making of the President 1960 (1963) ... como el narrador
- The Power and the Glory (1961) ... como jefe de policía
- The Crimebusters (1961) ... como George Vincent
- Tip on a Dead Jockey (1957) ... como Bert Smith
- The James Dean Story (1957) ... como narrador
- The Thief (1952) ... como Mr. Bleek
- Deadline - U.S.A. (1952) ... como Tomas Rienzi
- M (1951) ... como Charlie Marshall, jefe del crimen
- Pictura (1951) ... como narrador
- Fourteen Hours (1951) ... como Dr. Strauss
- What's My Line? (Década de 1950) ... panelista ocasional
- Smash-Up: The Story of a Woman (1947) (productor asociado)
- The Lost Moment (Viviendo el pasado) (1947) (director)